# لابوتا

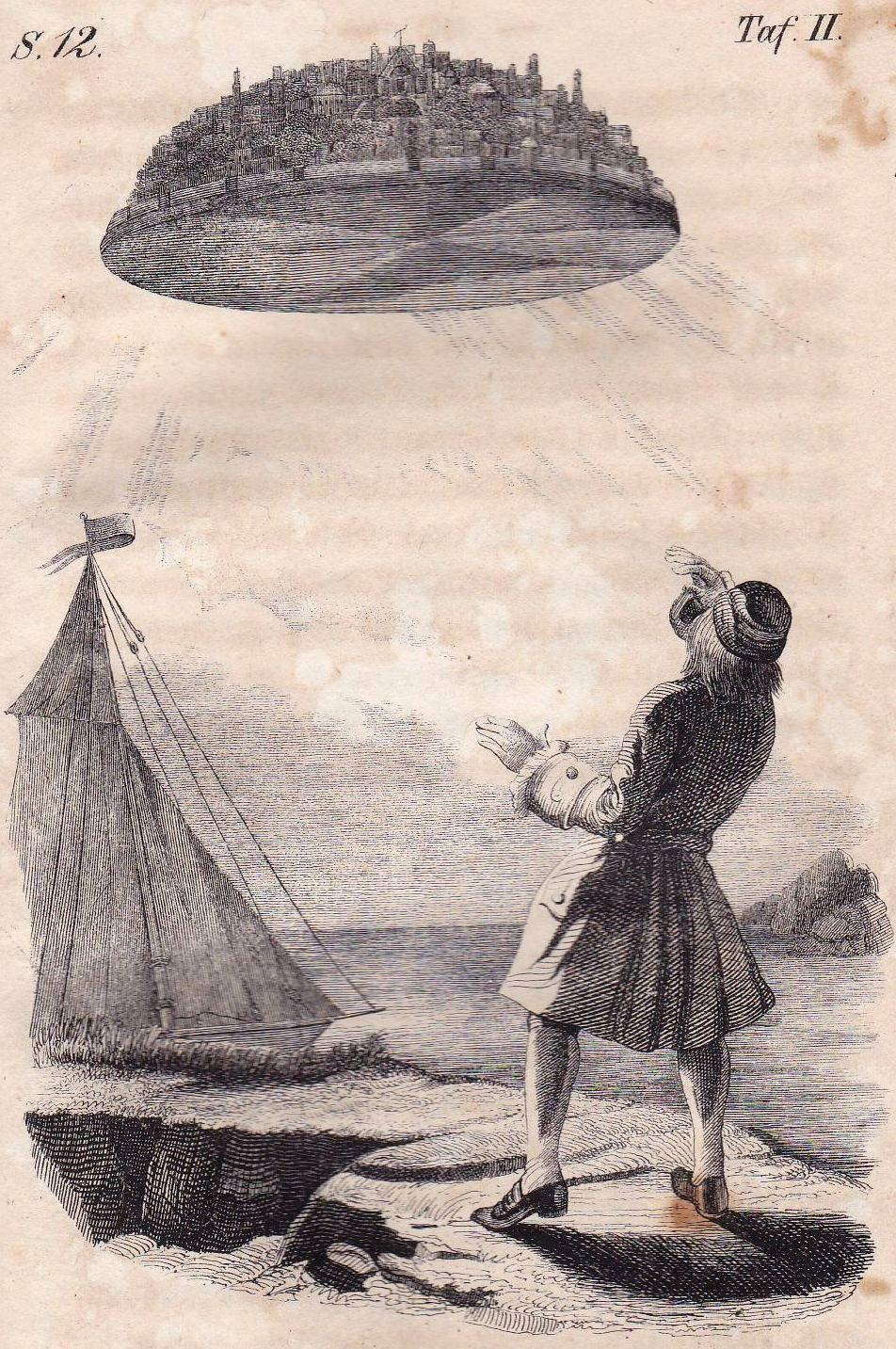
غوليفر يكتشف لابوتا، الجزيرة الطائرة (رسم توضيحي بواسطة جيان جيرار)

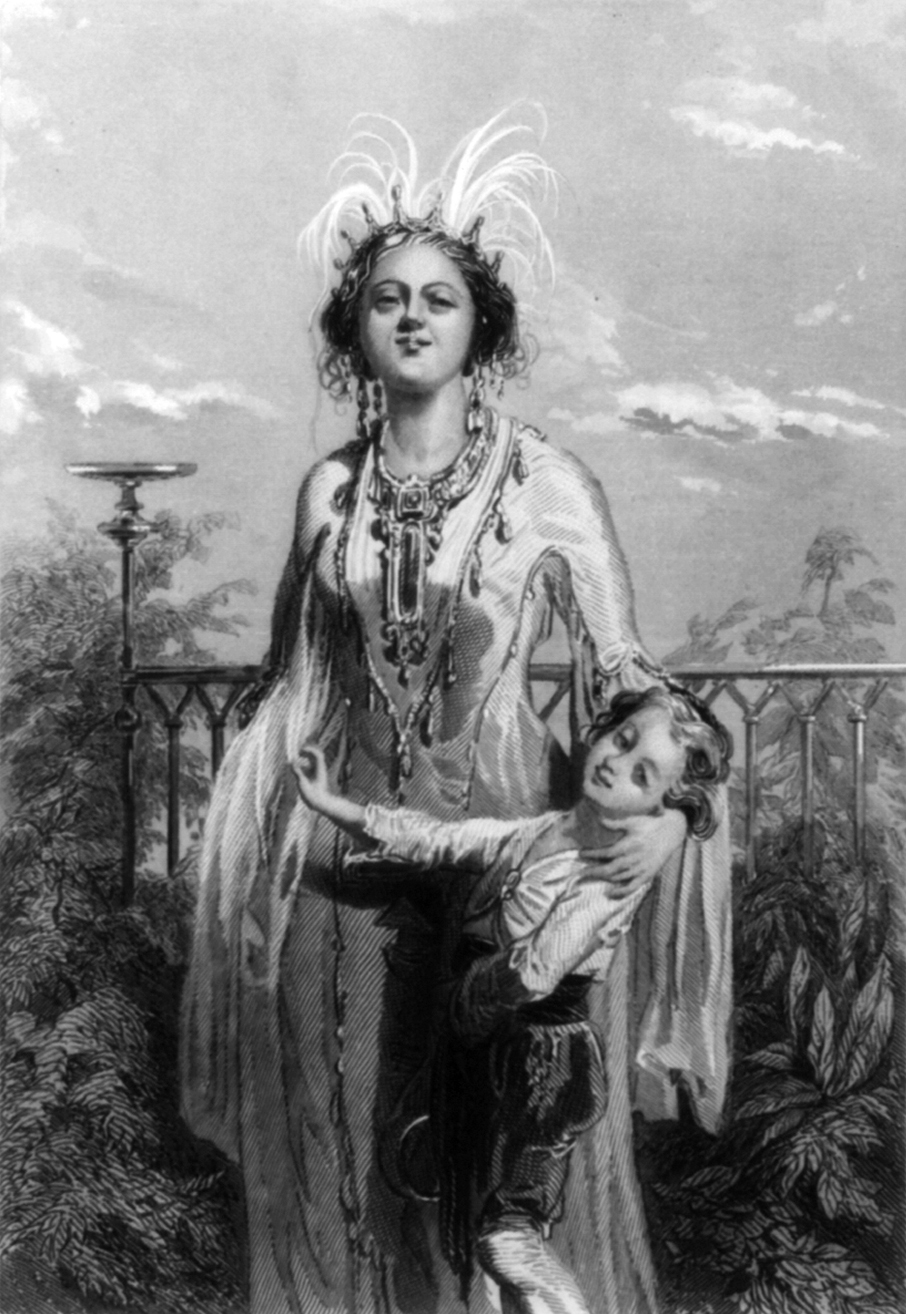
ملكة لابوتا، من إصدار فرنسي لكتاب رحلات غوليفر (1850)

لابوتا /ləˈpuːtə/، هي جزيرة عائمة موصوفة في كتاب رحلات غوليفر لعام 1726 لجوناثان سويفت. يبلغ قطرها حوالي 4½ ميل (حوالي 7¼ كيلومتر)، ولها قاع مصنوع من الألماس، ويمكن لسكانها توجيهها في أي اتجاه باستخدام الرفع المغناطيسي. الجزيرة هي موطن ملك بلنيباربي وحاشيته، ويستخدمها الملك لفرض حكمه على الأراضي أسفلها.

## الموقع
لابوتا تقع فوق مملكة بلنيباربي، التي كان يحكمها الملك من الجزيرة العائمة. يذكر غوليفر أن الجزيرة كانت تطير بفضل "الفضيلة المغناطيسية" لبعض المعادن في أراضي بلنيباربي، والتي لم تمتد لأكثر من 4 أميال (6.5 كيلومترات) فوق، وستة أميال بحرية (29 كيلومتراً) خارج حدود المملكة،  مبينة حدود نطاقها. يقع موقع الجزيرة والمملكة أدناها على بعد حوالي خمسة أيام جنوب-جنوب شرق من آخر موقع معروف لغوليفر، عند 46° شمالاً، 183° شرقاً. (أي شرق اليابان ، جنوب الجزر الأليوطية)  أسفل سلسلة من الجزر الصخرية الصغيرة.

## إرث
- على أكبر أقمار المريخ، فوبوس، توجد ميزة تسمى ريجيو، لابوتا ريجيو، والتي سميت على أسم لابوتا التي ابتكرها سويفت بسبب "تنبؤه" بالقمرين المريخيين غير المكتشفين آنذاك، واللذين اكتشفهما علماء فلك لابوتا.[4]
- فيلم الأنمي الخيالي الياباني لعام 1986، قلعة في السماء ، من إخراج هاياو ميازاكي، يستمد أسمه وفرضيته الأساسية من رواية سويفت.[5]
- في الفيلم الكوميدي "دكتور سترينجلوف" لعام 1964، كان الهدف الأساسي لطاقم قاذفة القنابل بي-52 هو "مجمع الصواريخ الباليستية العابرة للقارات في لابوتا".

### الاستشهادات
1. ↑  Swift 2008، صفحة 157.
2. 1 2  Swift 2008، صفحة 143.
3. ↑  Swift 2008، صفحة 319.
4. ↑  USGS.
5. ↑  
Miyazaki 2009, p. 252
Napier 2018, p. 88.

## روابط خارجية
- رحلات غوليفر في مشروع جوتنبرج